# Tour des Alpes-Maritimes et du Var 2022
Il Tour des Alpes-Maritimes et du Var, cinquantaquattresima edizione della corsa, valida come prova dell'UCI Europe Tour 2022 categoria 2.1, si svolse in tre tappe dal 18 al 20 febbraio 2022 su un percorso totale di 438 km con partenza da Saint-Raphaël ed arrivo a Blausasc, in Francia. La vittoria fu appannaggio del colombiano Nairo Quintana, il quale completò il percorso in 10h56'01", precedendo il belga Tim Wellens e il francese Guillaume Martin.
Sul traguardo di Blausasc 96 ciclisti, su 117 partiti da Saint-Raphaël, portarono a termine la competizione.

## Tappe
| Tappa  | Data        | Percorso                         | km    | Vincitore di tappa | Leader cl. generale |
| ------ | ----------- | -------------------------------- | ----- | ------------------ | ------------------- |
| 1ª     | 18 febbraio | Saint-Raphaël > La Seyne-sur-Mer | 176,3 | Caleb Ewan         | Caleb Ewan          |
| 2ª     | 19 febbraio | Puget-Théniers > La Turbie       | 149,1 | Tim Wellens        | Tim Wellens         |
| 3ª     | 20 febbraio | Villafranca > Blausasc           | 112,6 | Nairo Quintana     | Nairo Quintana      |
| Totale | Totale      | Totale                           | 438   |                    |                     |

## Squadre e corridori partecipanti
| N.    | Cod. | Squadra               |
| ----- | ---- | --------------------- |
| 1-6   | TFS  | Trek-Segafredo        |
| 11-17 | ACT  | AG2R Citroën Team     |
| 21-27 | GFC  | Groupama-FDJ          |
| 31-37 | COF  | Cofidis               |
| 41-47 | EFE  | EF Education-EasyPost |
| 51-57 | ARK  | Team Arkéa-Samsic     |
| 61-67 | LTS  | Lotto Soudal          |
| 71-77 | DSM  | Team DSM              |
| 81-87 | TEN  | TotalEnergies         |

| N.      | Cod. | Squadra                          |
| ------- | ---- | -------------------------------- |
| 91-97   | UXT  | Uno-X Pro Cycling Team           |
| 101-107 | BBK  | B&B Hotels-KTM                   |
| 111-117 | BWB  | Bingoal Pauwels Sauces WB        |
| 121-127 | EKP  | Equipo Kern Pharma               |
| 131-137 | RIW  | Riwal Cycling Team               |
| 141-147 | AUB  | St Michel-Auber 93               |
| 151-157 | GRL  | Go Sport-Roubaix Lille Métropole |
| 161-167 | NMC  | Nice Métropole Côte d'Azur       |
| 171-177 | UNA  | Team U Nantes Atlantique         |

## Dettagli delle tappe

### 1ª tappa
- 18 febbraio: Saint-Raphaël > La Seyne-sur-Mer – 176,3 km

Risultati
| Pos. | Corridore      | Squadra       | Tempo    |
| ---- | -------------- | ------------- | -------- |
| 1    | Caleb Ewan     | Lotto         | 4h14'44" |
| 2    | Anthony Turgis | TotalEnergies | s.t.     |
| 3    | Nacer Bouhanni | Arkéa         | s.t.     |

| Pos. | Corridore      | Squadra       | Tempo    |
| ---- | -------------- | ------------- | -------- |
| 1    | Caleb Ewan     | Lotto         | 4h14'44" |
| 2    | Anthony Turgis | TotalEnergies | s.t.     |
| 3    | Nacer Bouhanni | Arkéa         | s.t.     |

### 2ª tappa
- 19 febbraio: Puget-Théniers > La Turbie – 149,1 km

Risultati
| Pos. | Corridore        | Squadra  | Tempo    |
| ---- | ---------------- | -------- | -------- |
| 1    | Tim Wellens      | Lotto    | 3h46'00" |
| 2    | Nairo Quintana   | Arkéa    | s.t.     |
| 3    | Valentin Madouas | Groupama | a 25"    |

| Pos. | Corridore        | Squadra  | Tempo    |
| ---- | ---------------- | -------- | -------- |
| 1    | Tim Wellens      | Lotto    | 8h00'43" |
| 2    | Nairo Quintana   | Arkéa    | s.t.     |
| 3    | Valentin Madouas | Groupama | a 26"    |

### 3ª tappa
- 20 febbraio: Villafranca > Blausasc – 112,6 km

Risultati
| Pos. | Corridore        | Squadra  | Tempo    |
| ---- | ---------------- | -------- | -------- |
| 1    | Nairo Quintana   | Arkéa    | 2h55'17" |
| 2    | Guillaume Martin | Cofidis  | a 1'21"  |
| 3    | Thibaut Pinot    | Groupama | a 1'30"  |

| Pos. | Corridore        | Squadra | Tempo     |
| ---- | ---------------- | ------- | --------- |
| 1    | Nairo Quintana   | Arkéa   | 10h56'01" |
| 2    | Tim Wellens      | Lotto   | a 1'30"   |
| 3    | Guillaume Martin | Cofidis | a 1'48"   |

## Evoluzione delle classifiche
| Tappa              | Vincitore          | Classifica generale Maglia gialla | Classifica a punti Maglia verde | Classifica scalatori Maglia rossa | Classifica giovani Maglia bianca | Classifica a squadre |
| ------------------ | ------------------ | --------------------------------- | ------------------------------- | --------------------------------- | -------------------------------- | -------------------- |
| 1ª                 | Caleb Ewan         | Caleb Ewan                        | Caleb Ewan                      | Tristan Delacroix                 | Alexis Renard                    | Lotto Soudal         |
| 2ª                 | Tim Wellens        | Tim Wellens                       | Tim Wellens                     | Lilian Calmejane                  | Andreas Kron                     | AG2R Citroën Team    |
| 3ª                 | Nairo Quintana     | Nairo Quintana                    | Nairo Quintana                  | Nairo Quintana                    | Andreas Kron                     | Groupama-FDJ         |
| Classifiche finali | Classifiche finali | Nairo Quintana                    | Nairo Quintana                  | Nairo Quintana                    | Andreas Kron                     | Groupama-FDJ         |

Maglie indossate da altri ciclisti in caso di due o più maglie vinte
- Nella 2ª tappa Anthony Turgis ha indossato la maglia verde al posto di Caleb Ewan;
- Nella 3ª tappa Caleb Ewan ha indossato la maglia verde al posto di Tim Wellens.

## Classifiche finali

### Classifica generale
| Pos. | Corridore         | Squadra       | Tempo     |
| ---- | ----------------- | ------------- | --------- |
| 1    | Nairo Quintana    | Arkéa         | 10h56'01" |
| 2    | Tim Wellens       | Lotto         | a 1'30"   |
| 3    | Guillaume Martin  | Cofidis       | a 1'48"   |
| 4    | Valentin Madouas  | Groupama      | a 2'50"   |
| 5    | Bauke Mollema     | Trek          | a 2'52"   |
| 6    | A. Gebreigzabhier | Trek          | a 2'55"   |
| 7    | Alexis Vuillermoz | TotalEnergies | a 2'57"   |
| 8    | Andreas Kron      | Lotto         | a 3'52"   |
| 9    | James Shaw        | EF            | a 3'56"   |
| 10   | Kevin Geniets     | Groupama      | a 3'58"   |

### Classifica a punti - Maglia verde
| Pos. | Corridore         | Squadra       | Punti |
| ---- | ----------------- | ------------- | ----- |
| 1    | Nairo Quintana    | Arkéa         | 45    |
| 2    | Tim Wellens       | Lotto         | 41    |
| 3    | Guillaume Martin  | Cofidis       | 32    |
| 4    | Andrea Vendrame   | AG2R          | 23    |
| 5    | Alexis Vuillermoz | TotalEnergies | 22    |

### Classifica scalatori - Maglia rossa
| Pos. | Corridore        | Squadra    | Punti |
| ---- | ---------------- | ---------- | ----- |
| 1    | Nairo Quintana   | Arkéa      | 18    |
| 2    | Thibaut Pinot    | Groupama   | 16    |
| 3    | Jonathan Couanon | Nice Métr. | 14    |
| 4    | Lilian Calmejane | AG2R       | 14    |
| 5    | Roger Adrià      | Kern       | 10    |

### Classifica giovani - Maglia bianca
| Pos. | Corridore       | Squadra       | Tempo     |
| ---- | --------------- | ------------- | --------- |
| 1    | Andreas Kron    | Lotto         | 10h59'53" |
| 2    | Mark Donovan    | DSM           | a 19"     |
| 3    | Andréa Mifsud   | Nice Métr.    | a 1'44"   |
| 4    | Roger Adrià     | Kern          | a 3'09"   |
| 5    | Valentin Ferron | TotalEnergies | a 7'03"   |

### Classifica a squadre
| Pos. | Squadra           | Tempo     |
| ---- | ----------------- | --------- |
| 1    | Groupama-FDJ      | 33h02'30" |
| 2    | AG2R Citroën Team | a 30"     |
| 3    | Team Arkéa-Samsic | a 2'56"   |
| 4    | Team DSM          | a 3'04"   |
| 5    | TotalEnergies     | a 8'39"   |